# Eupithecia livida
Eupithecia livida là một loài bướm đêm trong họ Geometridae.